# Birger Larsen
Birger Hvirring Larsen (27 de março de 1942) é um ex-futebolista dinamarquês, que atuava como defensor.

## Carreira
Birger Larsen fez parte do elenco da Seleção Dinamarquesa de Futebol que disputou a Eurocopa de 1964.